# Ероново (Алтайский край)
Ероново — упразднённый посёлок в Солтонском районе Алтайского края. На момент упразднения входил в состав Макарьевского сельсовета. Исключен из учётных данных в 1996 году.

## География
Располагался в предгорьях Алтая, в истоке ручья Черняй (приток реки Неня), приблизительно в 4 км, по прямой, к югу от села Излап.

## История
Основан в 1895 году. В 1928 году деревня Еронова состояла из 27 хозяйств. В административном отношении входила в состав Сатугского сельсовета Солтонского района Бийского округа Сибирского края.
Решением Алтайского краевого законодательного собрания от 28.02.1996 года № 36 посёлок исключен из учётных данных.

## Население
Согласно переписи 1926 года в деревне проживало 135 человек (69 мужчин и 66 женщин), основное население — русские.